# Кизирия, Циала Георгиевна
Циала Георгиевна Кизирия (1927 года, село Шрома, Озургетский уезд, ССР Грузия) — колхозница колхоза имени Орджоникидзе Махарадзевского района, Грузинская ССР. Герой Социалистического Труда (1951).

## Биография
Родилась в 1927 году в крестьянской семье в селе Шрома Озургетского уезда. Трудовую деятельность начала в годы Великой Отечественной войны на чайной плантации колхоза имени Орджоникидзе Махарадзевского района, которым с 1938 года руководил Михаил Филиппович Орагвелидзе.
В 1950 году собрала 6458 килограммов сортового зелёного чайного листа на участке площадью 0,5 гектара. Указом Президиума Верховного Совета СССР от 23 июля 1951 года удостоена звания Героя Социалистического Труда за «получение в 1950 году высоких урожаев сортового зелёного чайного листа» с вручением ордена Ленина и золотой медали «Серп и Молот» (№ 6095).
Этим же Указом званием Героя Социалистического Труда были награждены четыре труженицы колхоза имени Орджоникидзе (в том числе Лео Еквтимовна Гагуа, Александра Соломоновна Кубусидзе и Вера Самсоновна Тоидзе).
После выхода на пенсию проживала в родном селе Шрома Махарадзевского района (сегодня — Озургетский муниципалитет).
Награды
- Герой Социалистического Труда
- Орден Ленина
- Медаль «За трудовую доблесть» (29.08.1949)